# Ханс VI фон Хиршхорн
Ханс VI фон Хиршхорн (на немски: Hans VI von Hirschhorn; * пр. 1407; † 13 март 1445) е благородник от род Хиршхорн на Некар в Хесен.

## Произход
Той е син на дипломата, юриста и пфалцграфския дворцов майстер и съветник Ханс V фон Хиршхорн († 1426) и съпругата му Елза фон Кронберг († 1395/1397), вдовица на Ханс Рюд фон Коленберг († 1378), дъщеря на рицар Франк VIII фон Кронберг († 1378) и Лорета фон Райфенберг († 1367). Внук е на рицар Енгелхард II фон Хиршхорн († 1383/1387) и Маргарета фон Ербах († 1383). Баща му е женен първи или втори път за Иланд фон Даун († 1446) и той е полубрат на Филип I фон Хиршхорн († 1435).
Фамилията фон Хиршхорн измира по мъжка линия през 1632 г.

## Фамилия
Първи брак: с Ландшад фон Щайнах, дъщеря на Контц Ландшад фон Щайнах († 1410) и Елза фон Флекенщайн († 1413). Те имат една дъщеря:
- Анна фон Хиршхорн, омъжена на 15 май 1448 г. за Хайнрих Нотхафт-Вернберг († сл. 1491), син на Албрехт XV Нотхафт-Вернберг († 1468) и Маргарета фон Абенсберг († 1465)

Втори брак: през 1415 г. с Барбара фон Бикенбах († пр. 1471), дъщеря на Дитрих II фон Бикенбах († 1422) и Барбара фон Бибра († сл. 1431). Бракът е бездетен.
Барбара фон Бикенбах се омъжва втори път 1464 г. за Вилхелм Дюрнер фон Дюрнау († сл. 1446).

## Галерия
- Резиденцията замък Хиршхорн
- Замък Хиршхорн